# Comunió i Alliberament
Comunió i Alliberament és una organització de l'Església Catòlica creada pel sacerdot i teòleg Luigi Giussani a Itàlia l'any 1954. Segons la seva pàgina web es defineixen com:
| « | Un moviment eclesial la finalitat del qual és l'educació cristiana madura dels seus propis seguidors i la col·laboració amb la missió de l'Església en tots els àmbits de la societat contemporània. | » |

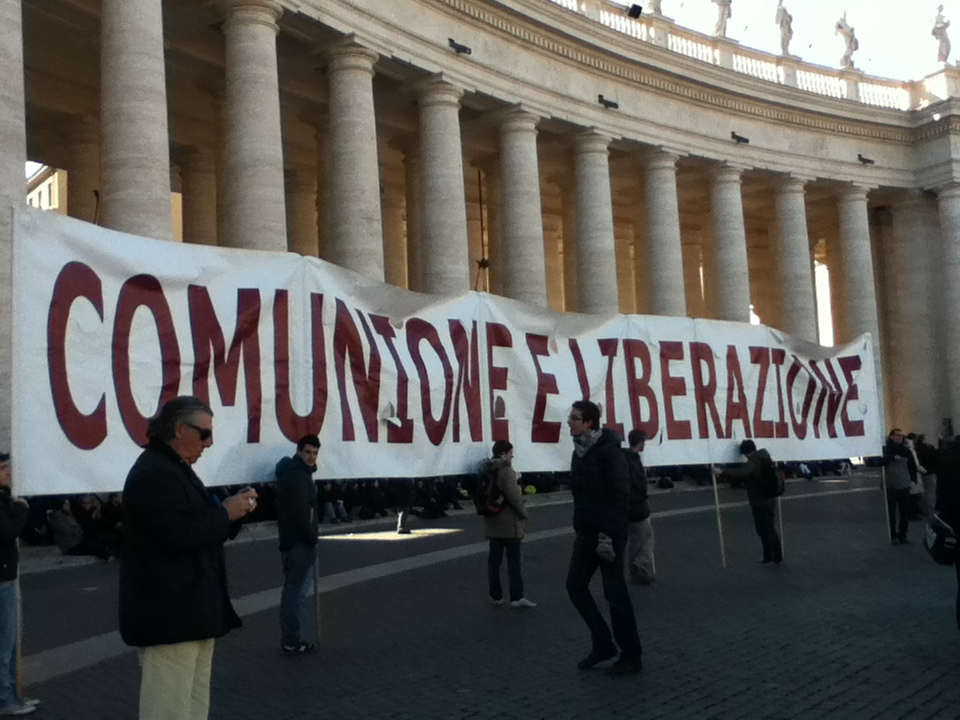
Pancarta de Comunió i Alliberament a la plaça de Sant Pere, Roma

El moviment va néixer originàriament com un grup d'estudiants anomenat «Gioventù Studentesca», tots alumnes del liceu clàssic Berchet de Milà, on Luigi Giussani era professor de religió. A partir de l'any 1969 començà a denominar-se Comunió i Alliberament. El nom indica la idea que té el moviment sobre «el gran esdeveniment cristià concentrat en la figura de Jesús, viscut des de la comunió, és el fonament de l'autèntic alliberament de l'home».